# 카부르 영화제
카부르 영화제(프랑스어: Festival du Film de Cabourg, 영어: Cabourg Film Festival)는 프랑스 카부르에서 매년 6월에 열리는 영화제이다. 작가 겸 저널리스트인 Gonzague Saint Bris가 만들었다. 로맨틱 장르 영화와 낭만주의 소재를 다룬 영화를 주로 다룬다. 카부르 로맨틱 영화제라고도 불린다.

## 같이 보기
- 분류:프랑스의 영화제